# Снежинки (посёлок)
Снежинки — посёлок в Тереньгульском районе Ульяновской области в составе Красноборского сельского поселения.

## География
Находится на реке Чамбул на расстоянии примерно 26 километров по прямой на запад-северо-запад от районного центра поселка Тереньга.

## История
В 1913 году в селе было 18 дворов, 105 жителей.
По данным на 1924 г. посёлок Снежинка состоял из 29 дворов в которых проживало 141 человек, эстонцы. Посёлок входил в состав Собакинского сельсовета Теренгульской волости Ульяновского уезда.

## Население
| 2010 |
| ---- |
| 0    |

Население составляло 1 человек (100 % русские) в 2002 году, 0 по переписи 2010 года.